# تفرغ زینه
تفرغ زینه (به عربی: تفرغ زینة) شهری در موریتانی و مرکز استان نواکشوت غربی است. تفرغ زینه ۴۸٬۰۹۳ نفر جمعیت دارد.